# Kelley Fox
Kelley Fox (1968) è un'ex sciatrice alpina statunitense paralimpica, che ha rappresentato gli Stati Uniti nello sci alpino paralimpico ai Giochi paralimpici invernali del 1994 a Lillehammer, vincitrice di due medaglie d'argento.

## Carriera
Alle Paralimpiadi di Lillehammer del 1994, in Norvegia, Fox si è piazzata al 2º posto nella gara di slalom speciale, con un tempo di 2:27.24. Davanti a lei la connazionale Sarah Will, oro in 2:14.56 e dietro la svizzera Vreni Stoeckli, bronzo in 2:40.71.
Con un tempo di 1:34.55, Fox si è classificata seconda, vincendo la medaglia d'argento, anche nella gara di discesa libera LWX-XII. Sul podio, al 1º posto, Sarah Will (in 1:30.46) e al 3º posto la tedesca Gerda Pamler (in 1:34.55).

## Palmarès

### Paralimpiadi
- 2 medaglie:
  - 2 argenti (slalom speciale LWX-XII e discesa libera LWX-XII a Lillehammer 1994)